# Särskild ekonomisk zon
Särskild ekonomisk zon (Special Economic Zone, SEZ) är ett avgränsat område som en stat inrättat för att ge företag förmånliga villkor. Statens vanliga ekonomiska lagar gäller inte i full utsträckning, ibland även ifråga om arbetsrätt och miljöskydd. Sådana zoner inrättas för att sätta fart på den ekonomiska utvecklingen och för att locka internationella investeringar.
I Polen finns 14 SEZ. Den äldsta är Mielec i sydöstra Polen från 1995. I Ryssland är Kaliningrad oblast (sedan 1996) en av flera ekonomiska frizoner av olika slag. Indien började införa SEZ 2000. När Västbengalen 2007 skulle inrätta sin andra frizon i Nandigram, ledde det till omfattande protester, som uppmärksammats i det internationella nyhetsflödet. Kina har sedan 1980 inrättat ett stort antal frizoner. Andra länder som har frizoner av detta slag är Brasilien, Chile, Filippinerna, Förenade Arabemiraten, Iran, Kazakstan, Nordkorea, Pakistan, Sydkorea, Ukraina och Vitryssland.